# Khady Diène Gaye
Khady Diène Gaye, née à Joal Fadiouth dans la région de Thiès, est une femme politique sénégalaise et ministre de la Jeunesse, des Sports et de la Culture depuis le 5 avril 2024.

## Carrière

### Enfance et formation
Khady Diène Gaye est née à Joal Fadiouth dans la région de Thiès.
Elle est diplômée d'un DEA en droit de l'université Gaston-Berger (UGB) de Saint-Louis. Elle s'est également formée à l'Institut National Supérieur de l'Éducation Populaire et du Sport (INSEPS) de l'université Cheikh Anta Diop de Dakar.

### Carrière juridique
Khady Diène Gaye débute comme inspectrice régionale des sports à Dakar.
Elle a également endossé des responsabilités de directrice de la formation et de la coopération au sein du ministère des Sports. Puis, elle est promue cheffe de service régional des Sports de Dakar et enfin elle est mutée cheffe du service régional des Sports à Kaolack.
Elle préside le pôle sport de l'ancien parti Pastef auquel appartiennent le président Bassirou Diomaye Faye et le Premier ministre Ousmane Sonko.

### Carrière politique
Le 5 avril 2024, Khady Diène Gaye est nommée ministre de la Jeunesse, des Sports et de la Culture dans le gouvernement Sonko,. C'est la première femme à ce poste au Sénégal. Elle prend ses fonctions le 12 avril 2024,.
Il s'agit de la fusion de trois ministères, « un triptyque d'importance » d'après l'écrivaine Sokhna Benga : sports et tourisme (anciennement Mame Mbaye Niang), culture et patrimoine historique (anciennement Aliou Sow) et jeunesse, entrepreneuriat et emploi (anciennement Pape Malick Ndour).
Parmi les mesures phares annoncées, elle compte mettre en place un nouveau cadre juridique pour le secteur, refondre la charte du sport de 1984 et revaloriser l'enseignement sportif à tous les niveaux de scolarité.
Une de ses premières actions, après deux semaines de prise de fonction, est de déplacer le ministère des Sport de la Zone B à la Cité Gorgui.